# Liste des duchesses de Bouillon
Cet article présente la liste des duchesses de Bouillon, par mariage ou de plein droit. 

Armoiries du duché de Bouillon.

## Maison de La Marck (1456-1594)
| Portrait | Nom (dates)                              | Époux                                           | Titres | Eléments biographiques |
| -------- | ---------------------------------------- | ----------------------------------------------- | --- | --- |

Le duché de Bouillon en 1560.

|          | Jeanne de Marley (?-1500)                | - Robert Ier de La Marck (mariage en 1449)      | - Duchesse de Bouillon et dame de Sedan (1470-1489) | - Fille de Colard de Marley. - Mère de Robert II de La Marck et d'Erard de La Marck. |
|          | Catherine de Croÿ (?-1544)               | - Robert II de La Marck (mariage en 1491)       | - Duchesse de Bouillon et dame de Sedan (1491-1536) | - Princesse de la Maison de Croÿ. Fille de Philippe Ier de Croÿ-Chimay et de Walpurge de Moers. - Mère de Robert III de La Marck.                                                                        |
|          | Guillemette de Sarrebruck (1490-1571)    | - Robert III de La Marck (mariage en 1510)      | - Comtesse de Braine (de plein droit, 1525-1571) - Duchesse de Bouillon et dame de Sedan (1536) - Première dame d'honneur de Marie Stuart (1559-1560)                               | - Princesse de la Maison de Sarrebruck. Fille de Robert II de Sarrebruck-Commercy et de Marie d'Amboise. - Mère de Robert IV de La Marck.                                                                |
|          | Françoise de Brézé (1515-1577)           | - Robert IV de La Marck (mariage en 1538)       | - Duchesse de Bouillon, comtesse de Braine et dame de Sedan (1538-1556) - Première dame d'honneur de Catherine de Médicis (1547-1560) - Régente de Bouillon et de Sedan (1553-1559) | - Princesse de la Famille de Brézé. Fille de Louis de Brézé et de Diane de Poitiers. - Mère d'Henri-Robert de La Marck, de Charles Robert de La Marck, d'Antoinette de La Marck et de Diane de La Marck. |
|          | Françoise de Bourbon-Vendôme (1539-1587) | - Henri-Robert de La Marck (mariage en 1559)    | - Duchesse de Bouillon (1559-1574) - Dame (1559-1560) puis princesse (1560-1574) de Sedan - Régente de Bouillon et de Sedan (1574-1584)                                             | - Princesse de la Seconde maison de Bourbon-Montpensier. Fille de Louis III de Montpensier et de Jacqueline de Longwy. - Mère de Guillaume-Robert de La Marck et de Charlotte de La Marck.               |
|          | Charlotte de La Marck (1574-1594)        | - Henri de La Tour d'Auvergne (mariage en 1591) | - Duchesse de Bouillon et princesse de Sedan (de plein droit, 1588-1594) - Vicomtesse de Turenne (1591-1594)                                                                        | - Princesse de la Maison de La Marck. Fille d'Henri-Robert de La Marck et de Françoise de Bourbon-Vendôme.                                                                                               |

## Maison de La Tour d'Auvergne (1594-1794)
| Portrait | Nom (dates)                                             | Époux | Titres | Eléments biographiques |
| -------- | ------------------------------------------------------- | --- | --- | --- |

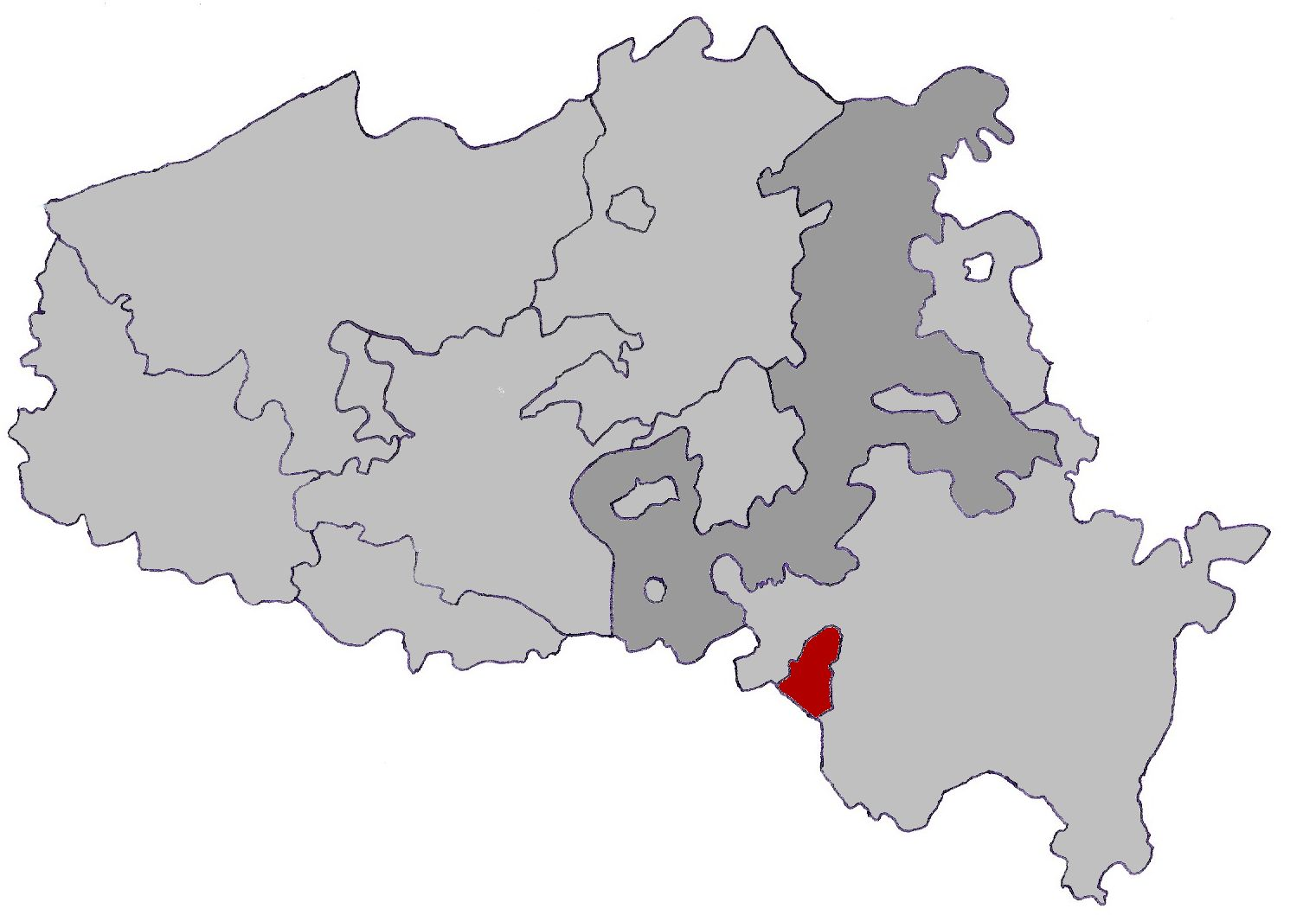
1787 : en rouge foncé le duché de Bouillon, en gris foncé la principauté de Liège, en gris clair les Pays-Bas autrichiens.

|          | Élisabeth Flandrika d'Orange-Nassau (1577-1642)         | - Henri de La Tour d'Auvergne (mariage en 1595)                                                                               | - Duchesse de Bouillon, princesse de Sedan et vicomtesse de Turenne (1595-1623)                                            | - Princesse de la Maison d'Orange-Nassau. Fille de Guillaume Ier d'Orange-Nassau et de Charlotte de Montpensier. - Mère de Marie de La Tour d'Auvergne, de Frédéric-Maurice de La Tour d'Auvergne et d'Henri de La Tour d'Auvergne.                                                |
|          | Éléonore de Bergh (1613-1657)                           | - Frédéric-Maurice de La Tour d'Auvergne (mariage en 1634)                                                                    | - Duchesse de Bouillon (1634-1652) - Princesse de Sedan (1634-1642) - Duchesse d'Albret et comtesse d’Évreux (1651-1652)   | - Princesse de la Maison de Glymes. Fille de Frédéric de Bergh et de Françoise de Ravenel. - Mère de Godefroy-Maurice de La Tour d'Auvergne, de Frédéric-Maurice de La Tour d'Auvergne, d'Emmanuel-Théodose de La Tour d'Auvergne et de Mauricette-Fébronie de La Tour d'Auvergne. |
|          | Marie-Anne Mancini (1649-1714)                          | - Godefroy-Maurice de La Tour d'Auvergne (mariage en 1662)                                                                    | - Duchesse de Bouillon et comtesse d’Évreux (1662-1714) - Duchesse d'Albret (1662-1696)                                    | - Princesse de la Famille Mancini. Fille de Lorenzo Mancini et de Geronima Mazzarini. - Mère de Louis-Charles de La Tour d'Auvergne, d'Emmanuel-Théodose de La Tour d'Auvergne et de Louis-Henri de La Tour d'Auvergne.                                                            |
|          | Anne-Marie-Christiane de Simiane (1698-1722)            | - Emmanuel-Théodose de La Tour d'Auvergne (mariage en 1720)                                                                   | - Princesse de Turenne (1720-1721) - Duchesse d'Albret (1720-1722) - Duchesse de Bouillon et comtesse d’Évreux (1721-1722) | - Princesse de la Famille de Simiane. Fille de François de Simiane. - Mère d'Anne-Marie-Louise de La Tour d'Auvergne. |
|          | Louise-Henriette-Françoise de Lorraine (1707-1737)      | - Emmanuel-Théodose de La Tour d'Auvergne (mariage en 1725)                                                                   | - Duchesse de Bouillon et d'Albret, comtesse d’Évreux (1725-1730)                                                          | - Princesse de la Maison de Guise. Fille d'Anne-Marie-Joseph de Lorraine et de Marie-Louise-Chrétienne Jeannin de Castille. - Mère de Marie-Sophie-Charlotte de La Tour d'Auvergne.                                                                                                |
|          | Marie-Charlotte Sobieska (1697-1740)                    | - Frédéric-Maurice-Casimir de La Tour d'Auvergne (mariage en 1723) - Charles-Godefroy de La Tour d'Auvergne (mariage en 1724) | - Princesse de Turenne (1723 puis 1724-1730) - Duchesse de Bouillon et d'Albret (1730-1740)                                | - Princesse de la Maison Sobieski. Fille de Jacques-Louis-Henri Sobieski et d'Edwige-Élisabeth-Amélie de Neubourg. - Mère de Marie-Louise de La Tour d'Auvergne et Godefroy de La Tour d'Auvergne.                                                                                 |
|          | Louise-Henriette-Gabrielle de Lorraine (1718-1788)      | - Godefroy de La Tour d'Auvergne (mariage en 1743)                                                                            | - Princesse de Turenne (1743-1771) - Comtesse d'Évreux (1753-1788) - Duchesse de Bouillon et d'Albret (1771-1788)          | - Princesse de la Maison de Guise. Fille de Charles-Louis de Lorraine et d'Élisabeth de Roquelaure. - Mère de Jacques-Léopold de La Tour d'Auvergne. |
|          | Marie-Françoise-Henriette de Banastre (1775-1816)       | - Godefroy de La Tour d'Auvergne (mariage en 1789)                                                                            | - Duchesse de Bouillon et d'Albret, comtesse d'Évreux (1789-1792)                                                          | - Princesse de la Famille de Banastre. Fille de Louis Alexandre Henri de Banastre. |
|          | Marie-Hedwige de Hesse-Rheinfels-Rotenbourg (1748-1801) | - Jacques-Léopold de La Tour d'Auvergne (mariage en 1766)                                                                     | - Princesse de Bouillon (1766-1771) - Princesse de Turenne (1771-1792) - Duchesse de Bouillon (1792-1794)                  | - Princesse de la Maison de Hesse. Fille de Constantin de Hesse-Rheinfels-Rotenbourg et de Sophie de Starhemberg. |

Le duché est envahi par la France en 1794. La république bouillonnaise est proclamée le 24 avril avant d'être annexée par la France le 26 octobre 1795.

## Maison de Rohan (1816-)
Le Congrès de Vienne accorde le titre de duc de Bouillon à la Maison de Rohan, descendante de Marie-Louise de La Tour d'Auvergne. Le duché dépend alors du grand-duché de Luxembourg, puis, en 1831 de la Belgique. 
| Portrait | Nom (dates)                                           | Époux                                                      | Titres | Eléments biographiques |
| -------- | ----------------------------------------------------- | ---------------------------------------------------------- | --- | --- |
|          | Louise-Aglaé de Conflans d'Armentières (1763-1819)    | - Charles-Alain-Gabriel de Rohan-Guéméné (mariage en 1781) | - Duchesse de Montbazon (1788-1819) - Princesse de Rohan (1808-1819) - Princesse de Guéméné (1809-1819) - Duchesse de Bouillon (1816-1819) | - Princesse de la Famille de Conflans. Fille de Louis-Henri-Gabriel de Conflans d'Armentières et de Marie-Antoinette Portail de Vaudreuil. - Mère de Berthe de Rohan-Guéméné.                                                    |
|          | Berthe de Rohan-Guéméné (1782-1841)                   | - Louis Victor Mériadec de Rohan-Guéméné (mariage en 1800) | - Duchesse de Bouillon et de Montbazon, princesse de Guéméné (1836-1841)                                                                   | - Princesse de la Maison de Rohan. Fille de Charles-Alain-Gabriel de Rohan et de Louise-Aglaé de Conflans d'Armentières. |
|          | Adélaïde de Löwenstein-Wertheim-Rosenberg (1806-1884) | - Camille de Rohan-Guéméné (mariage en 1826)               | - Duchesse de Bouillon et de Montbazon, princesse de Guéméné (1846-1884)                                                                   | - Princesse de Maison de Löwenstein-Wertheim-Rosenberg. Fille de Charles-Thomas de Löwenstein-Wertheim-Rosenberg et de Sophie de Windisch-Grätz.                                                                                 |
|          | Johanna von Auersperg (1860-1922)                     | - Alain de Rohan-Rochefort (mariage en 1885)               | - Duchesse de Bouillon et de Montbazon, princesse de Guéméné et de Rochefort (1892-1914)                                                   | - Princesse de la Famille d'Auersperg. Fille d'Adolphe von Auersperg et de Jeanne Festetics de Tolna. - Mère de Gabrielle de Rohan, de Berthe de Rohan, de Marie-Anne de Rohan, d'Alain de Rohan et de Charles-Antoine de Rohan. |
|          | Marguerite de Schönburg-Hartenstein (1897-1980)       | - Alain de Rohan-Rochefort (mariage en 1921)               | - Duchesse de Bouillon et de Montbazon, princesse de Guéméné et de Rochefort (1921-1976)                                                   | - Princesse de la Maison de Schönburg. Fille d'Alois de Schönburg-Hartenstein. |
|          | Ingeborg Irnberger (1939)                             | - Charles-Alain de Rohan-Rochefort (mariage en 1963)       | - Duchesse de Bouillon et de Montbazon, princesse de Guéméné et de Rochefort (1976-2008)                                                   | |
|          | Monika von Zallinger zum Thurn                        | - Albert de Rohan-Rochefort (mariage en 1997)              | - Duchesse de Bouillon et de Montbazon, princesse de Guéméné et de Rochefort (2008-2019)                                                   | - Fille de Meinhard von Zallinger. |
|          | Patricia Ann Price                                    | - Charles-Raoul de Rohan (mariage en 1985)                 | Duchesse de Bouillon et de Montbazon, princesse de Guéméné et de Rochefort (2019-)                                                         | |